# Kontinentální drift

Animace ukazuje vznik kontinentů a změnu rozložení oceánů.

Kontinentální drift (pohyb světadílů) je teorie navržená v roce 1912 německým meteorologem a geofyzikem Alfredem Wegenerem vysvětlující vznik kontinentů rozpadem původního superkontinentu Pangea.
Původní myšlenku, že kontinenty do sebe „zapadají“, kterou vyslovil už vlámský kartograf Abraham Ortelius (1527-1598), podpořil Wegener srovnáním geologických a paleontologických nálezů především z pobřeží Afriky a Jižní Ameriky. Zásadní chybou Wegnerova pojetí bylo, že považoval za hnací sílu pohybu kontinentů Coriolisovu sílu (ta je mnohařádově nedostatečná pro takový proces).
Dnes je teorie kontinentálního driftu součástí teorie deskové tektoniky, která vysvětluje nejen pohyb kontinentů, ale i dynamiku zemského pláště. Teorie deskové tektoniky tvrdí, že zemská kůra je složena z tuhých desek. Tyto desky se pak pohybují po vrchní vrstvě pláště a vzájemně do sebe zapadají tak, že mezi nimi neexistují žádné propadliny, které by umožňovaly kontakt s pláštěm. Pohyby tektonických desek způsobují zemětřesení.

## Důkazy pro teorii kontinentálního driftu

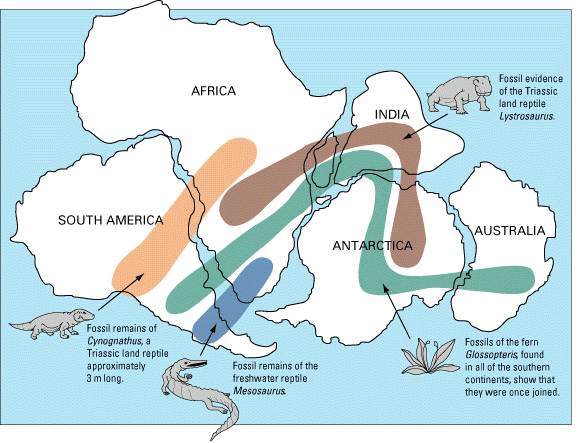
Fosilie dokazující kontinentální drift

- tvarová podobnost některých kontinentů
- kontinuita některých geologických útvarů napříč přes oceán
- příbuzné fosílie na celé Gondwaně (Lystrosaurus, Mesosaurus[1][2][3], kapradina Glossopteris)

Novodobé důkazy
- přímé měření pohybů tektonických desek (zhruba v řádu centimetrů za rok)
- srovnání paleomagnetismu v různých místech Země